# Harpstedt
Harpstedt er en kommune med godt 4.600 indbyggere (2013), der er administrationsby i Samtgemeinde Harpstedt, i den sydøstlige del af Landkreis Oldenburg, i den tyske delstat Niedersachsen.

## Geografi
Harpstedt er statanerkendt rekreationsby og ligger midt i Naturpark Naturpark Wildeshauser Geest. Gennem kommunen løber floden Delme, Purrmühlenbach og Annenriede. Mod nord ligger landsbyen Klein Amerika med fodgænger- og cykelbroen Ozeanbrücke over Delme til Harpstedter Wald.